# Български въздухоплавателен център
Учебната авиокомпания „Български въздухоплавателен център – БВЦ“ (Bulgarian Aeronautical Centre) е създадена през 2004 г. от „Институт по въздушен транспорт“ ЕООД и „Ер София“ ООД.
Училището има издадено от Главна дирекция „Гражданска въздухоплавателна администрация“ свидетелство за „авиационен учебен център“ за обучение на пилоти за придобиване на правоспособност PPL, CPL, IR, night flying, MEP class rating, като провежда и теоретично обучение за ATPL. Обучението е насочено приоритетно към решаването на проблема недостиг на професионални пилоти в българската гражданска авиация, но отговаря и на потребностите за придобиване на статут на любител пилот.
Летателното обучение се провежда по учебни програми, утвърдени от ГД „ГВА“. Първоначалното летателно обучение се извършва на самолети Cessna 172 и собствен симулатор FNPT II MCC. Тренажорът позволява обучение на еднодвигателен и многодвигателен самолет, вкл. на самолет с газотурбинен двигател; провеждане на тренировки, включващи визуални полети, полети по прибори и особени случаи в полет и на земята; обучение за многопилотен екипаж (MCC). Използването на симулатора повишава качеството на подготовката и дава възможност да се провежда тренировка на екипажа с въвеждане на всякакви метеорологични и аварийни условия. FNPT II дава възможност за поддържане и възстановяване на тренировката за полети SE-L (A), ME-L (A), IR.
През януари 2009 г. „Ер София“ откупува дела на съдружника си и става мажоритарен собственик на учебния център.
Самолети:
- Cessna 152, LZ-BVC
- Cessna 172, LZ-BVB
- Cessna 172, LZ-BVA, 2004 г., оборудвана за IFR
- Cessna 172, LZ-FTD, оборудвана за IFR
- Piper PA-44-180T, LZ-FTO, двумоторен